# 秋田内陸縦貫鉄道
秋田内陸縦貫鉄道株式会社（あきたないりくじゅうかんてつどう）は、秋田県北秋田市に本社を置き、同県で秋田内陸線を運営する第三セクターの鉄道会社。

## 概要
日本国有鉄道（国鉄）で第1次特定地方交通線に指定された角館線、第2次特定地方交通線に指定された阿仁合線及び両線を結ぶ日本鉄道建設公団建設線（鷹角線）を引き継ぎ、一体的に運営するために設立された秋田県及び沿線自治体等が出資する第三セクターである。
1986年、南北の既開業線を分断されたまま転換を受け暫定開業。国鉄から気動車を借入れて営業を行った。1989年に両線を結ぶ新線が開業し、阿仁合線開業以来半世紀以上を経て、沿線住民の悲願がかなうこととなった。
全通と同時に専用車両を用いた急行「もりよし」の運行を開始し、女性の車掌や運転士を登用するなど話題を提供した。しかし、100km近い長大路線であることに加えて、沿線人口や人的交流が少なく、自家用車を使う住民が多い地域に敷設されたため、厳しい経営が続いている。1997年に開業した秋田新幹線の波及効果も限定的で、秋田内陸線の利用客増にはほとんど結びつかなかった。このため「鉄道存続かそれともバス代替か」という議論は、県知事選挙や沿線で開かれる会合などでしばしば取り上げられてきたテーマでもある。
2008年9月、秋田県庁で県知事（当時）の寺田典城、北秋田市市長の岸部陞、仙北市市長の石黒直次らが秋田内陸線の存廃問題を協議した結果、2012年度まで内陸線を存続させることで合意した。同年度までの5年間の経営実績を踏まえ、存続させるかどうかを再度検討するとした。また、内陸線の安全対策工事費などの補助金を国から得て、2009年度から事業を始め、内陸線の老朽化した橋やトンネル、線路の改修、車両の修理に充てることとなった。
2009年6月30日に行われた取締役会にて、同日付けで任期満了となり社長を退任する岸部陞（当時、市長は退任していた）の後任として、田沢湖高原リフト社長の若杉清一が選定され、同社としては初の民間からの登用となった。
2011年9月より、一身上の都合で辞意を表明していた若杉の後任となる社長を公募。応募者計63名の中から一次審査（書類選考）を通過した11人（うち1人は辞退）が11月14日の個人面接（10人）に臨み、同日の臨時取締役会で神戸市在住の酒井一郎が新社長に選ばれた。
2012年、阿仁合駅のレストラン「こぐま亭」の直営化、急行の1両普通車両化、各駅停車2往復減便などで赤字額を1億9500万円に抑え、県の存続基準2億円を下回り、存続が延長されたが、2015年度の赤字額が3年ぶりに2億円を超える見通しとなった。
2013年、平成25年度の赤字見込み額が1億9983万円と報道されるが、厳しい経営が続いている。
2014年6月、酒井一郎が社長を退任し、後任としてJTB東北からの出向で佐々木琢郎が社長に就任。2017年6月には同じJTB東北からの出向である吉田裕幸に交代した。沿線住民や国内旅行者に加えて、外国人観光客の利用を増やす戦略をとっている。

## 歴史
- 1984年（昭和59年）10月31日：秋田内陸縦貫鉄道株式会社が設立[2]。
- 1985年（昭和60年）9月11日：比立内 - 松葉間に免許。
- 1986年（昭和61年）11月1日：秋田内陸北線鷹巣 - 比立内間[2]、秋田内陸南線松葉 - 角館間が開業[2]。
- 1989年（平成元年） 4月1日：比立内 - 松葉間が開業（全通）[5]。秋田内陸線に改称[5]。

## 路線

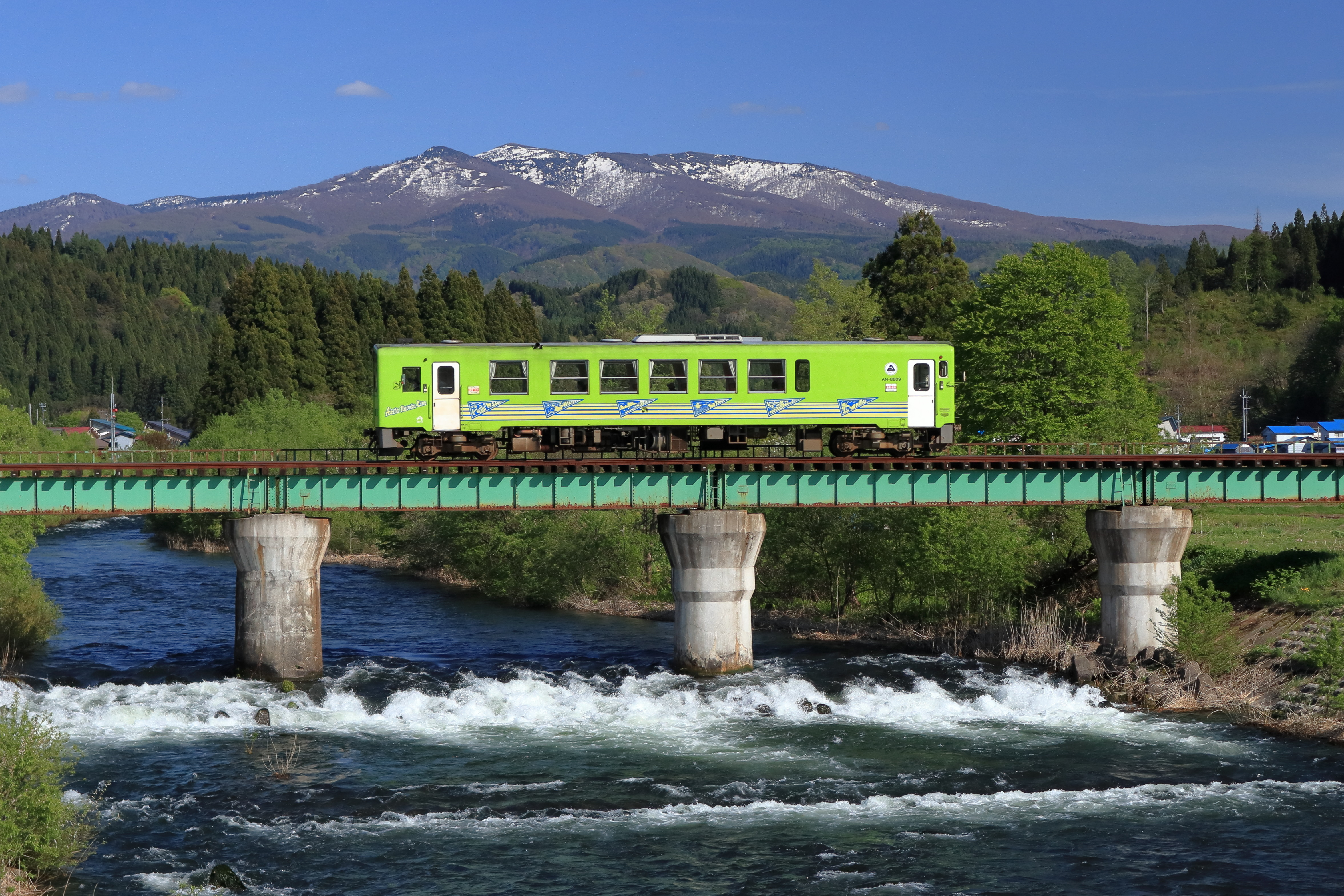
秋田内陸線の小又川橋梁を渡る8809号車と森吉山
（2021年5月12日）

- 秋田内陸線：鷹巣駅 - 角館駅（94.2km 29駅・第1種鉄道事業）

## 利用客数
公式サイト上で1日毎の定期外利用客数を乗車実績として公開している。
| 年度               | 乗車実績（人/年） | 出典   |
| ------------------ | ----------------- | ------ |
| 2013年（平成25年） | 173,824           | [ 10 ] |
| 2014年（平成26年） | 160,227           | [ 10 ] |
| 2015年（平成27年） | 151,071           | [ 11 ] |
| 2016年（平成28年） | 134,463           | [ 11 ] |
| 2017年（平成29年） | 147,744           | [ 12 ] |
| 2018年（平成30年） | 150,387           | [ 12 ] |
| 2019年（令和元年） | 155,642           | [ 13 ] |
| 2020年（令和02年） | 78,392            | [ 13 ] |
| 2021年（令和03年） | 76,186            | [ 14 ] |
| 2022年（令和04年） | 97,046            | [ 14 ] |

## 運賃・料金
大人普通旅客運賃（小児半額・10円未満切り上げ）。2019年10月1日改定。
- 下表に関わらず隣の駅までは170円、西明寺 - 角館間は210円の特定運賃。

| キロ程  | 運賃（円） |
| ------- | ---------- |
| 1 - 3   | 170        |
| 4 - 6   | 240        |
| 7 - 9   | 300        |
| 10 - 12 | 380        |
| 13 - 15 | 440        |
| 16 - 18 | 500        |
| 19 - 21 | 580        |
| 22 - 24 | 640        |
| 25 - 27 | 700        |
| 28 - 30 | 780        |
| 31 - 34 | 840        |
| 35 - 38 | 900        |

| キロ程  | 運賃（円） |
| ------- | ---------- |
| 39 - 42 | 960        |
| 43 - 46 | 1040       |
| 47 - 50 | 1100       |
| 51 - 55 | 1160       |
| 56 - 60 | 1240       |
| 61 - 65 | 1300       |
| 66 - 70 | 1360       |
| 71 - 75 | 1440       |
| 76 - 80 | 1500       |
| 81 - 85 | 1560       |
| 86 - 90 | 1620       |
| 91 - 95 | 1700       |

急行料金。2019年10月1日時点。
| キロ程 | 料金（円） |
| ------ | ---------- |
| 50以下 | 160        |
| 51以上 | 320        |

## 企画乗車券
秋田内陸ワンデーパス
- 全線タイプ（大人2500円・小人1250円）
- Aタイプ（鷹巣 - 松葉間のみ有効、大人2000円・小人1000円）
- Bタイプ（阿仁合 - 角館間のみ有効、大人2000円・小人1000円）
  - 急行「もりよし」には、急行料金なしで乗車可能。

秋田内陸ツーデーパス
大人3500円、小人1750円
- 急行「もりよし」には、急行料金なしで乗車可能。

バースデー1日乗り放題きっぷ
大人1500円、小人750円
- 誕生日とその前後3日間（実質1週間）の内の1日のみ有効な乗車券。効力は「秋田内陸ワンデーパス」と同じだが、急行「もりよし」に乗車する場合は、急行料金が別途必要。
- 購入時は誕生日を証明する公的書類の提示が必要。

片道寄り道きっぷ
大人1800円、小人900円
片道に限り全線利用でき、1回のみ途中下車ができる乗車券。急行「もりよし」に乗車する場合は、急行料金が別途必要。
運転免許返納パスポート
10000円
- 運転免許返納者を対象に発売する乗車券。購入時は、運転経歴証明書の提示が必要。有効期限は購入日から3か月。秋田内陸線全線利用可能。ただし、急行「もりよし」に乗車する場合は、急行料金が別途必要。

湯けむりクーポン（沿線温泉入館割引券付往復割引乗車券）
沿線の施設割引券がセットになっている乗車券で、沿線の温泉施設で利用証明印をきっぷに押してもらうと、復路の運賃が無料になる。対象施設など詳細は公式サイトを参照。途中下車や指定区間を越えた乗り越しはできないほか、急行「もりよし」に乗車する場合は、急行料金が別途必要。
発売箇所
上記のいずれのきっぷも、乗車日の1か月前から以下の箇所で発売。ただし、駅の窓口以外では、「秋田内陸ワンデーパス」と「湯けむりクーポン」以外の乗車券は扱わない。また、「片道寄り道きっぷ」は、鷹巣駅と角館駅のみで発売。
- 鷹巣駅、合川駅、米内沢駅、阿仁前田温泉駅、阿仁合駅、角館駅の各駅窓口
- 道の駅あに（比立内駅最寄）
- 本庄商店（上桧木内駅最寄）
- （株）中央商会 JOMO桧木内SS（松葉駅最寄）
- 西木温泉ふれあいプラザクリオン（西明寺駅最寄、「湯けむりクーポン」の利用対象施設）

## 車両

### 現有車両
2022年3月31日現在、11両の気動車を保有する。各形式の詳細は次のとおり。
AN-8800形（8801 - 8809）
全線開通に先立って1988年新潟鐵工所で新造された全長18.5mの軽快気動車（NDC）。前面貫通構造の両運転台車である。9両が導入された。
8808は2003年に団体用のお座敷車両に改造。その後、観光列車「秋田マタギ号」に改装され、2022年4月2日から急行「もりよし」で運用されている。
AN-8900形（8905）
1989年の全線開通時に運転を開始した急行「もりよし」用の車両で、5両が導入された。AN-8800形を基本としているが車内構造は大きく異なっており、8904までの4両は前面形状が流線型非貫通の片運転台車となっていた。8905は前面貫通型の両運転台車である。
経費削減の一環として2012年に急行「もりよし」運用から外され、以降は臨時列車や団体専用車として使用されていた。その後8904までの4両は2021年までに全て運用を終了した。
8905は秋田内陸線開業30周年事業として観光列車「笑EMI」に改造され、2020年2月1日より急行「もりよし」などで運行されている。
AN-2000形（2001）
2000年に財団法人日本宝くじ協会が寄付して増備された宝くじ号。片運転台車で、運転台側の形状はAN-8900形を踏襲し、拡大された側窓や天窓が設置された展望車となっている。
当初はイベント・団体専用車として使われていたが、改修を行い2021年2月13日より観光列車「秋田縄文号」として急行「もりよし」などで運行されている。
車両老朽化が進んでいる状況から、沿線住民らが募金を行い新車両を購入する「秋田内陸線夢列車プロジェクト」が2015年6月6日 - 2017年6月5日の2年間で行われた。1億5000万円の目標額に対して募金額は約1880万円にとどまったため、新車両購入ではなく既存のお座敷車両の改修となった。

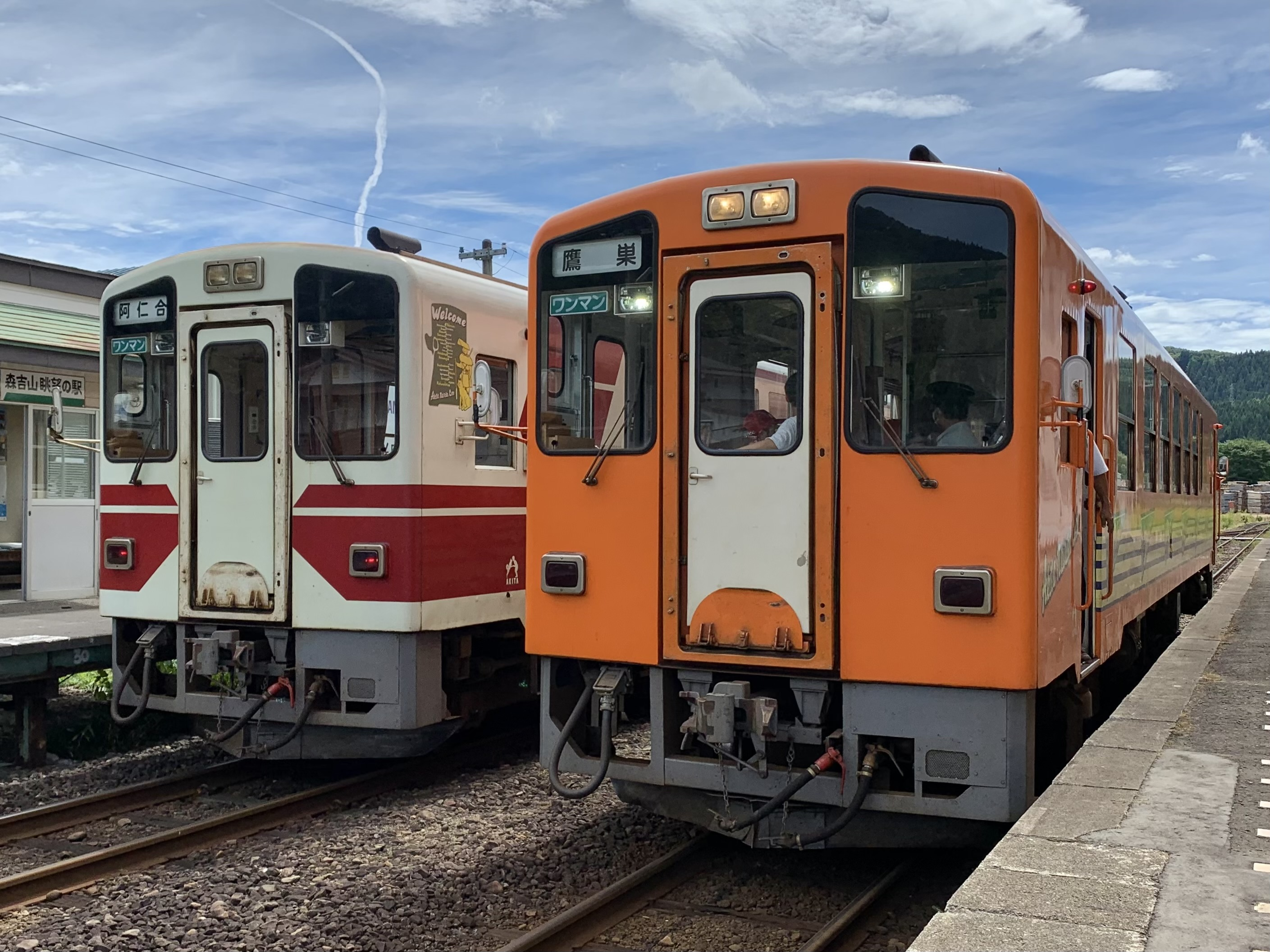
AN-8800形の並び （2023年8月）
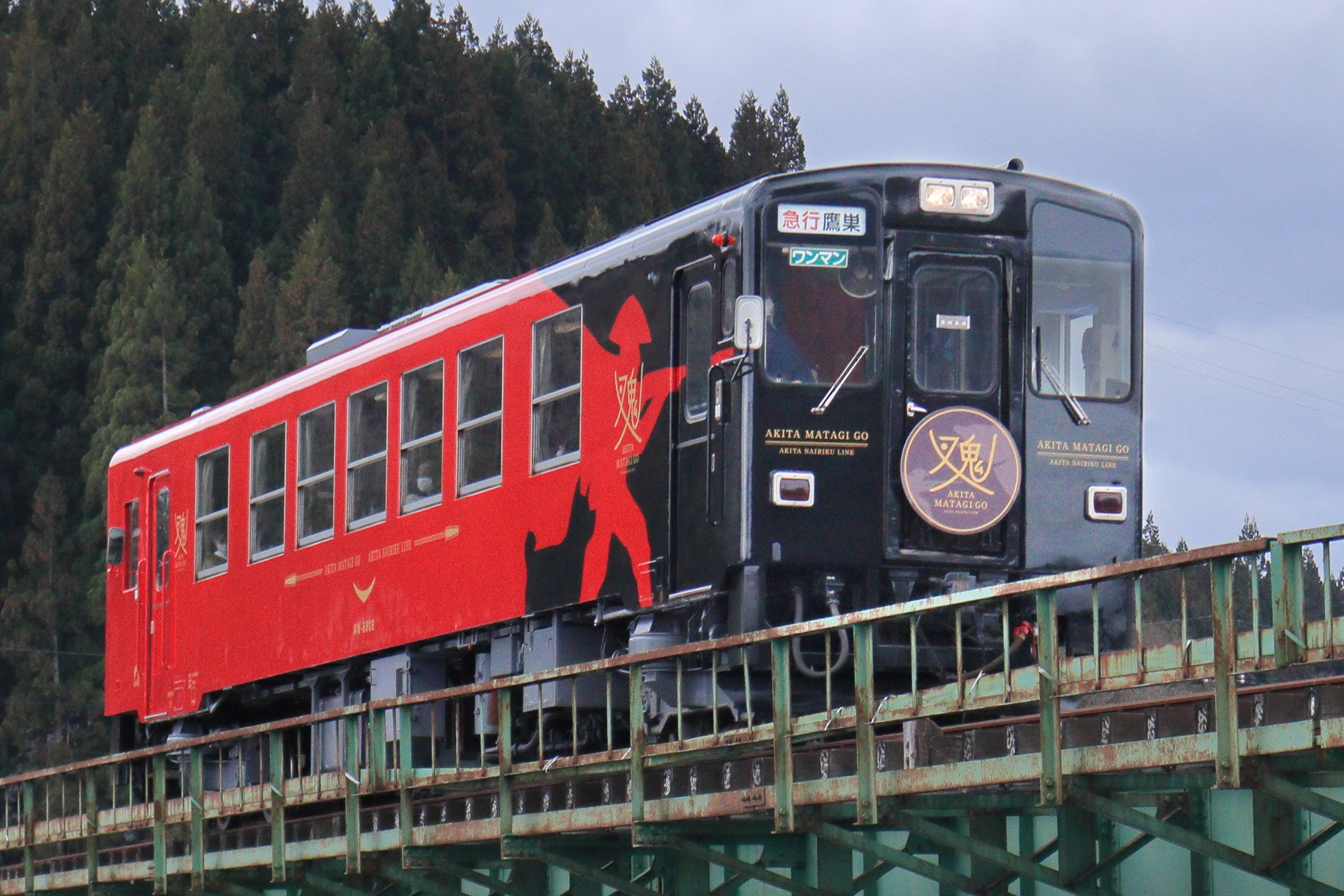
AN-8800形 秋田マタギ号 （2022年4月）
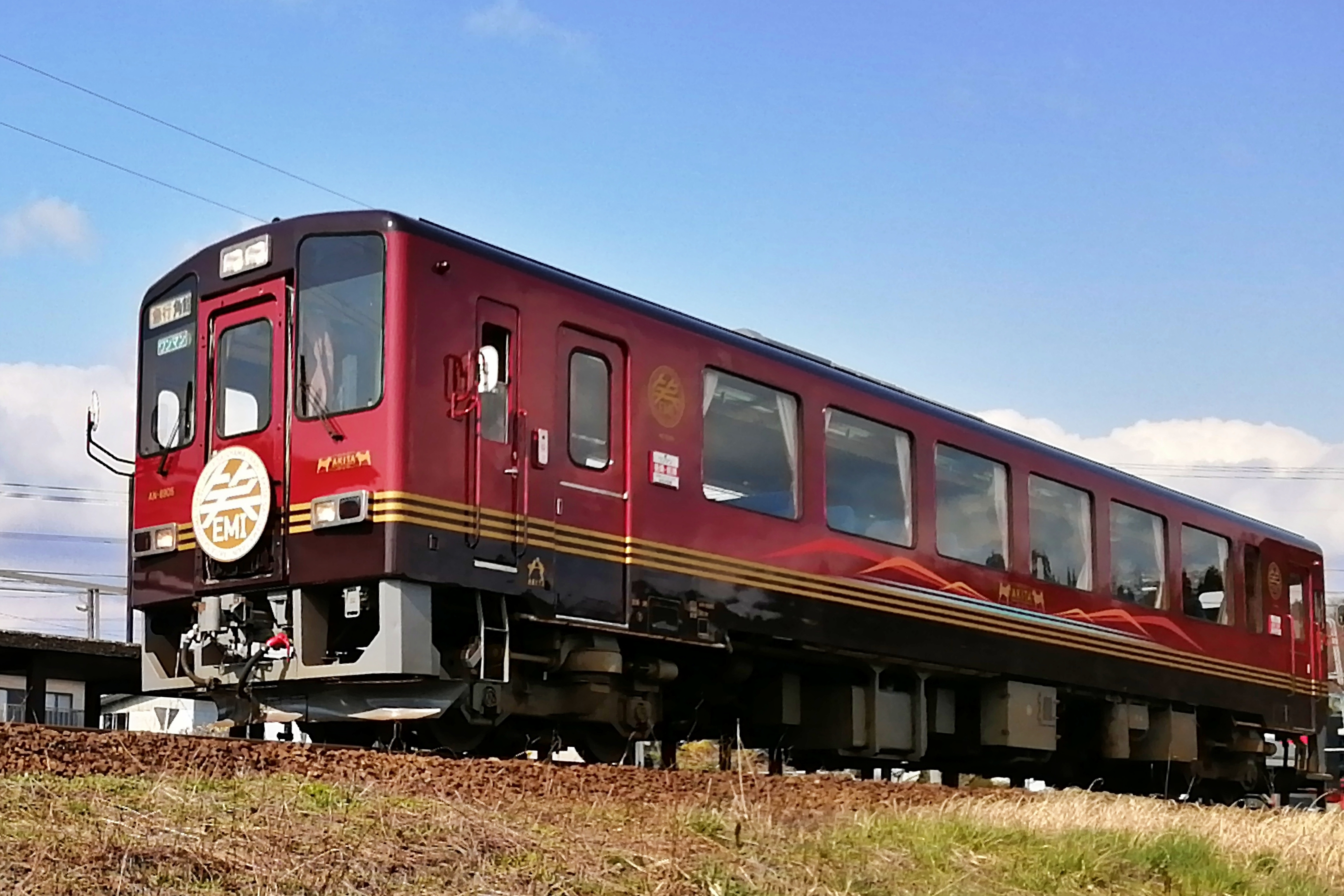
AN-8900形 笑EMI （2020年4月）
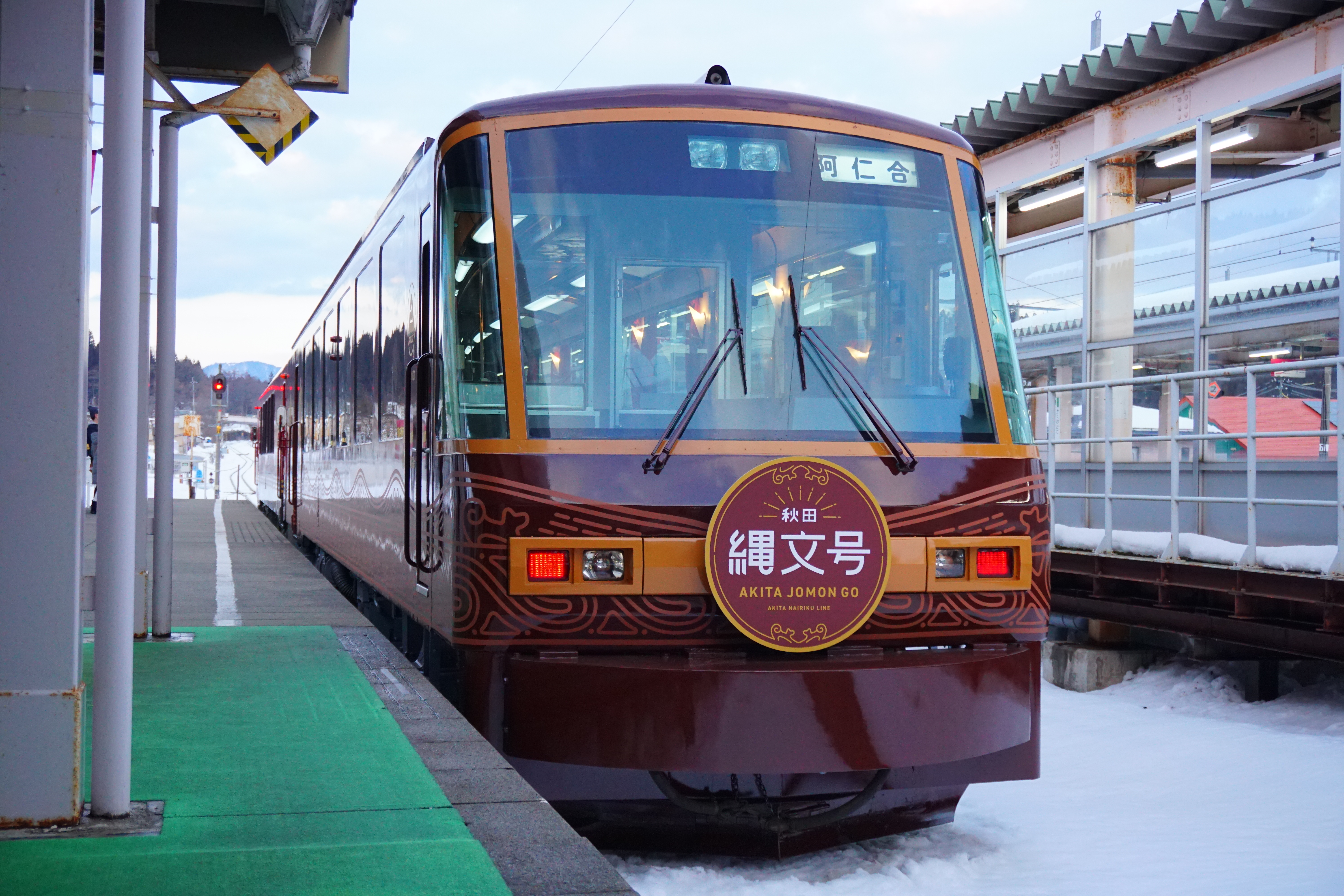
AN-2000形 秋田縄文号 （2021年2月）

### 過去の車両
キハ22形（123・129・131・146・156・157・159（北線用）、133・161（南線用））
1986年の転換時に国鉄から9両を借り入れたキハ22形。外板塗色のみを変更してそのまま使用されたが老朽化が激しく、AN-8800形の投入により返還された。なお、156は返還後さらに津軽鉄道へ移籍して使用された。